# Liste der Naturdenkmale in Böhl-Iggelheim
Die Liste der Naturdenkmale in Böhl-Iggelheim nennt die im Gemeindegebiet von Böhl-Iggelheim ausgewiesenen Naturdenkmale (Stand 30. März 2013).

## Naturdenkmale
| Nr.         | Bezeichnung                                    | Lage                                                          | Beschreibung                                | Bild                                    |
| ----------- | ---------------------------------------------- | ------------------------------------------------------------- | ------------------------------------------- | --------------------------------------- |
| ND-7338-315 | Hügelgräber                                    | Iggelheim, östlich des Ortes; Abteilung In der Krummlach Lage | sechs Grabhügel; flächenhaftes Naturdenkmal | Direkt Bild zu diesem Denkmal hochladen |
| ND-7338-316 | Sumpfstelle In der Türkenwiese                 | Iggelheim, südlich des Ortes; Abteilung Türkenwald Lage       | flächenhaftes Naturdenkmal                  | Direkt Bild zu diesem Denkmal hochladen |
| ND-7338-317 | Linde am Ostportal der protestantischen Kirche | Iggelheim, Friedhofstraße Lage                                | Tilia sp.                                   | Fotos hochladen                         |
| ND-7338-318 | Friedenslinde und Schillerlinde im Schulhof    | Iggelheim, Langgasse, vor Nr. 10 Lage                         | Tilia sp., zwei Bäume                       | Direkt Bild zu diesem Denkmal hochladen |
| ND-7338-319 | Kiefern-Gruppe                                 | Iggelheim, östlich des Ortes; Abteilung Stümpfen Lage         | Pinus sylvestris, mehrere Bäume             | Direkt Bild zu diesem Denkmal hochladen |
| ND-7338-320 | Eiche                                          | Iggelheim, südlich des Ortes; Abteilung Jüdlache Lage         | Quercus sp.                                 | Direkt Bild zu diesem Denkmal hochladen |